# Samuel Bailey
Pour les articles homonymes, voir Bailey.
 (janvier 2023).
Samuel Bailey (5 juillet 1791 – 18 janvier 1870) est un philosophe, économiste et écrivain britannique.

## Biographie
Il est surnommé le "Bentham du Hallamshire".
Dans sa Critical Dissertation on the Nature, Measure, and Causes of Value de 1825, il défend une théorie subjective de la valeur[pas clair] contre celle de David Ricardo et de son école.
Il est critiqué par Karl Marx dans les Théories sur la plus-value.

## Œuvres
- Essays on the Formation and Publication of Opinions, 1821.
- Questions in Political Economy, Politics, Morals, Metaphysics, &c., 1823.
- A Critical Dissertation on the Nature, Measures, and Causes of Value. Chiefly in Reference to the Writing of Mr. Ricardo and His Followers, 1825 Lire en ligne.
- Essays on the Pursuit of Truth, on the Progress of Knowledge and on the Fundamental Principle of All Evidence and Expectation, 1829.
- A Review of Berkeley’s Theory of Vision, 1842.
- Letters on the Philosophy of the Human Mind, 3 vol., 1855–63.